# Plage de Scivu

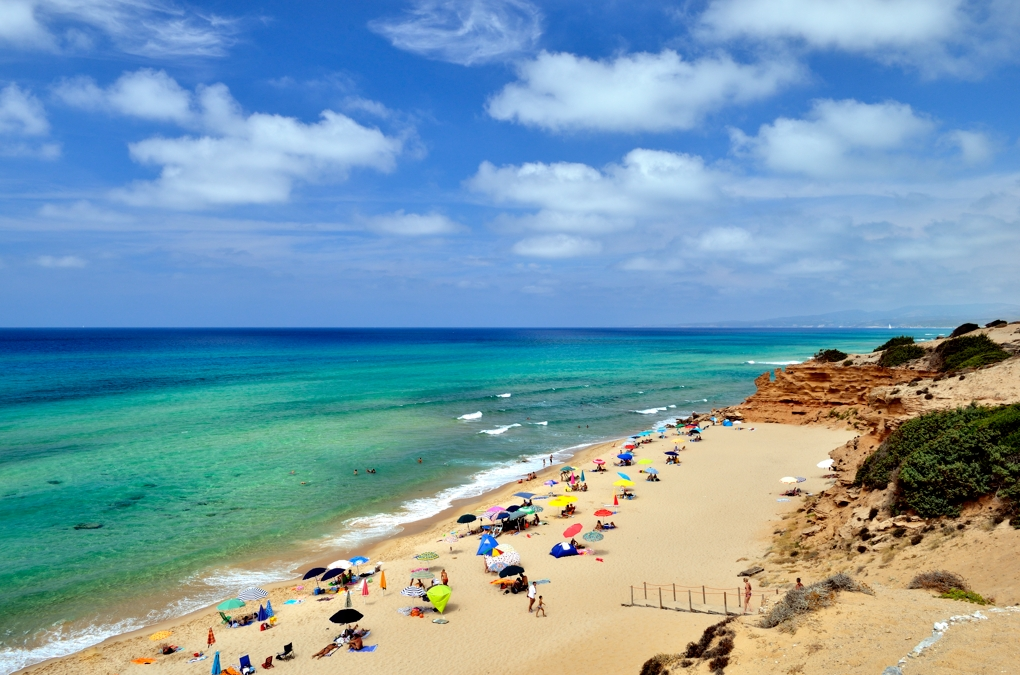
Plage de Scivu

Scivu est l'une des principales plages sardes. Elle est située dans l'ouest de la Sardaigne, dans la municipalité d'Arbus, dans la province de Sardaigne Sud, et fait partie de la Costa Verde. Elle est délimitée au nord par les dunes de Piscinas et au sud par Capo Pecora. 

## Origine du nom
Le nom Scivu dérive de la pente inclinée (scivolo) qui doit être traversée pour se rendre à la plage. Une particularité du lieu est un effet acoustique particulier qui peut être apprécié dans une grotte située le long de la plage, où le bruit de la mer se répercute entre les rochers. 

## Articles associés
- Arbus
- Province de Sardaigne du Sud
- Sardaigne